# Aava (Bíblia)
Aava, segundo a Bíblia, era um rio localizado na antiga Babilônia, mais precisamente ao noroeste da cidade. Este rio  foi o local usado pelo escriba Esdras para ajuntar os judeus, antes de realizar sua jornada para Jerusalém. Segundo Heródoto, a distância do rio para a cidade de Babilônio era de uns oito a nove dias de viagem. e  Alguns acreditam que a moderna cidade de Hit seja a provável localização de Aava.